# Ampulex nitidicollis
Ampulex nitidicollis là một loài côn trùng cánh màng trong họ Ampulicidae, thuộc chi Ampulex. Loài này được R. Turner miêu tả khoa học đầu tiên năm 1919.